# Anton Ludvig Faye
Anton Ludvig Faye (født 23. oktober 1845 i Skien, død 30. april 1916 i Kristiania) var en norsk læge, søn af F.C. Faye.
Faye blev student 1862 og cand. med. 1869. Han opholdt sig i de følgende år
i udlandet for at studere obstetrik, tog doktorgraden 1875, 33 år efter faderen, og uden at der i mellemtiden var kreeret nogen Dr. med. ved Kristiania Universitet. Hans afhandling var Undersøgelser over nyfødte Børns Ernæringsforhold.
Samme år blev han reservelæge ved Fødselsstiftelsen, gik ind i hærens sanitetskorps og begyndte at holde forelæsninger over medicinens historie. For disse tre discipliner bevarede han sin interesse til det sidste. Talrige afhandlinger behandler gynækologiake og obstetriske spørgsmål.
I sanitetsvæsenet udfoldede han initiativ og stor dygtighed, avancerede til dets chef og fik
oberstrang. Fayes navn er dog særlig knyttet til medicinens historie, et fag, der ikke docertes obligatorisk ved Kristiania Universitet, men over hvilket Faye holdt en række meget søgte forelæsninger.
Hans studier drejede sig særlig om oldtidens og middelalderens lægekunst, navnlig hvor denne er i berøring med den almindelige kultur. På dette område skrev han også flere afhandlinger af blivende betydning.